# NGC 7754
NGC 7754 este o galaxie situată în constelația Vărsătorul. A fost descoperită în 28 noiembrie 1885 de către Francis Leavenworth.